# Sletač
Sletači (eng. lander, rus. посадочный модуль, fra. atterrisseur ) su robotske svemirske sonde namijenjena istraživanju površina nebeskih tijela. Ova svemirska letjelica slijeća ka površini nebeskog tijela na kojoj ostaje. Nasuprot udarnoj sondi koja tvrdo slijeće nakon čega je oštećena ili uništena pa prestaje funkcionirati nakon dosezanja površine, sletač meko slijeće nakon čega sonda ostaje funkcionalna.